# Viktar Rapinski
Viktar Rapinski (belarusiska: Віктар Рапінскі, ryska: Виктор Рапинский: Viktor Rapinskij), född 17 juni 1981 i Gomel i Vitryska SSR, är en belarusisk före detta professionell tävlingscyklist. Hans största styrkor på cykeln var tempolopp och sprint. Rapinski vann tempoloppet under de vitryska mästerskapen vid tre tillfällen. Säsongen 2005 körde han för det schweiziska Pro Tourlaget Phonak.

## Karriär
Som junior vann Viktar Rapinski poängloppet på juniorvärldsmästerskapen. Rapinski vann tempoloppet under de vitryska mästerskapen tre år i rad, 1999, 2000 och 2001. Han blev professionell 2002 med det amerikanska stallet Saturn Cycling Team. Under sitt första år vann han International Cycling Classic, inklusive fem etapper under loppet. Under 2003, vann han återigen International Cycling Classic. Under samma år blev han också den bästa unga cyklisten under Wachovia USPro race. Viktar Rapinski tog tre etappsegrar i  Tour of Qinghai Lake under 2004.
Under 2007 cyklade han för det amerikanska Navigators Insurance Cycling Team, med vilka han också cyklade 2004. Efter säsongen 2007 avslutade han sin karriär som professionell cyklist.

## Stall
- Saturn Cycling Team 2002–2003
- Navigators Insurance Cycling Team 2004
- Phonak Hearing Systems 2005
- Colavita Olive Oil-Sutter Home Wines Cycling Team 2006
- Navigators Insurance Cycling Team 2007